# Gonzalo Escalante
Gonzalo Escalante (Bella Vista, 27 de março de 1993) é um futebolista profissional argentino que atua como meia. Atualmente joga pelo Cádiz.

## Carreira
Gonzalo Escalante começou a carreira no Boca Juniors.